# Raheenmore Bog SAC
Raheenmore Bog SAC este o arie protejată (arie specială de conservare — SAC, sit de importanță comunitară — SCI) din Irlanda întinsă pe o suprafață de 203,7 ha, integral pe uscat.

## Localizare
Centrul sitului Raheenmore Bog SAC este situat la coordonatele 53°20′16″N 7°20′35″W / 53.337735°N 7.343008°V.

## Înființare
Situl Raheenmore Bog SAC a fost declarat sit de importanță comunitară în noiembrie 1997 pentru a proteja 2 specii de animale. Situl a fost protejat și ca arie specială de conservare în iunie 2019.

## Biodiversitate
Situată în ecoregiunea atlantică, aria protejată conține 3 habitate naturale: Turbării active, Mlaștini oligotrofe degradate, capabile încă de regenerare naturală, Depresiuni pe substraturi de turbă de Rhynchosporion.
La baza desemnării sitului se află mai multe specii protejate de  păsări (2): șoim de iarnă (Falco columbarius), becațină comună (Gallinago gallinago).
Pe lângă speciile protejate, pe teritoriul sitului au mai fost identificate 1 specie de păsări, 1 specie de amfibieni, 1 specie de mamifere, 1 specie de reptile.